# (33021) 1997 MV10
1997 MV10 (asteroide 33021) é um asteroide da cintura principal. Possui uma excentricidade de 0.15336180 e uma inclinação de 3.08719º.
Este asteroide foi descoberto no dia 28 de junho de 1997 por LINEAR em Socorro.